# Budas de Bāmiyān
Los Budas de Bāmiyān (en idioma persa: تندیسهای بودا در باميان tandis-ha-ye buda dar bamiyaan) fueron dos monumentales estatuas de Buda talladas a los lados de un acantilado en el valle de Bāmiyān, en Afganistán central, situado a 230 km al noroeste de Kabul, a una altitud de 2500 metros sobre el nivel del mar. Lo más probable es que se construyeran en los siglos V o VI; las estatuas representaban una clásica mezcla del arte greco-budista.

## Descripción
Los cuerpos principales fueron esculpidos directamente en la roca arenisca, pero los detalles fueron modelados en barro mezclado con paja, bañado con estuco. Este baño, prácticamente gastado desde hace años, fue pintado para aumentar las expresiones de la cara, manos y cruces de las vestiduras. Las partes más bajas de las estatuas, los brazos, fueron construidas con barro y paja para sostener las armaduras de madera. Se cree que las partes superiores de sus caras fueron hechas con grandes máscaras de madera, o moldes. Las filas de hoyos que se ven en la fotografía son los espacios restantes que dejaron las estacas de madera que servirían para estabilizar el estuco externo.

## Bienes inscritos por la UNESCO
| Código  | Nombre                                                         | Extensión  | Coordenadas                                      |
| ------- | -------------------------------------------------------------- | ---------- | ------------------------------------------------ |
| 208-001 | Acantilado de Bamiyan con los nichos de los Budas y las cuevas | 105 ha.    | 34°50′49″N 67°49′30.9″E / 34.84694, 67.825250    |
| 208-002 | Cuevas del Valle de Kakrak y nicho del Buda                    | 15 ha.     | 34°48′59.6″N 67°51′4.9″E / 34.816556, 67.851361  |
| 208-003 | Cuevas de Qoul-I Akram en el valle de Fuladi                   | 6 ha.      | 34°49′25.3″N 67°47′53.7″E / 34.823694, 67.798250 |
| 208-004 | Cuevas de Kalai Ghamai en el valle de Fuladi                   | 5,5 ha.    | 34°49′13.6″N 67°47′14.5″E / 34.820444, 67.787361 |
| 208-005 | Shahr-i-Zuhak                                                  | 18 ha.     | 34°49′34.4″N 66°53′24.5″E / 34.826222, 66.890139 |
| 208-006 | Qallay Kaphari A                                               | 0,0625 ha. | 34°48′39.5″N 66°50′36.7″E / 34.810972, 66.843528 |
| 208-007 | Qallay Kaphari B                                               | 0,064 ha.  | 34°48′46.4″N 66°51′0.1″E / 34.812889, 66.850028  |
| 208-008 | Shahr-i-Ghulghulah                                             | 9,3 ha.    | 34°49′57.6″N 67°50′20.8″E / 34.832667, 67.839111 |

## Historia

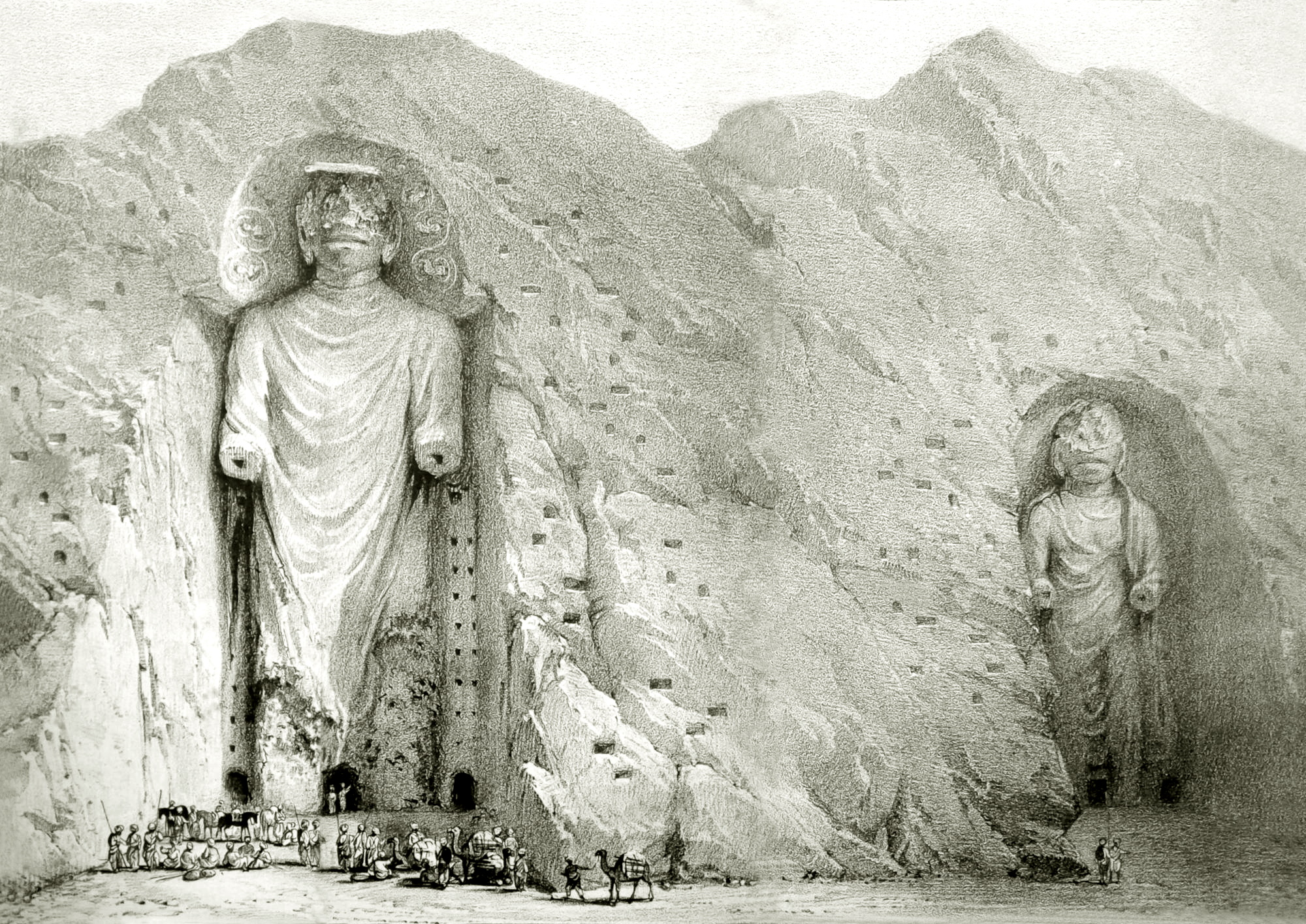
Lugar de unas estatuas de budas, grabado de 1834.

Bāmiyān está ubicada en la Ruta de la Seda, una ruta de caravanas que unía China e India. Fue el lugar de varios monasterios budistas, y un gran centro para la religión, la filosofía, y el arte greco-budista. Fue también sitio de peregrinación de los devotos budistas desde el siglo II, y hasta el tiempo de la invasión islámica en el siglo IX.
Los monjes de los monasterios vivían como ermitaños en pequeñas cuevas talladas a los lados de los acantilados de Bāmiyān. Muchos de estos monjes embellecieron sus cuevas con estatuas religiosas y con frescos brillantemente coloreados.
Las dos estatuas más notables fueron los Budas gigantes de pie; medían 55 y 37 metros de alto respectivamente (sin embargo, la representación de Buda tallada más grande del mundo es el Gran Buda de Leshan). Considerados monumentos históricos durante muchos años, fueron reconocidos por la Unesco como Patrimonio de la Humanidad. Actualmente forman parte de la Lista del Patrimonio de la Humanidad en peligro.
El peregrino budista chino Hsüan-tsang (Xuanzang) pasó a través del área alrededor del 630 d. C., y describió Bāmiyān como un próspero centro budista "con más de diez monasterios y más de un millar de monjes", y anotó que ambos Budas estaban "decorados con oro y finas joyas" (Wriggins, 1995).

## Destrucción y reconstrucción

Lugar de una de las estatuas después de su destrucción.

Cuando Mahmud de Gazni conquistó Afganistán en el siglo XII, los Budas y frescos fueron salvados de su destrucción pero los musulmanes, iconoclastas e intransigentes con los símbolos budistas, vandalizaron  las estatuas, cortando en su mayor parte las características faciales y manos. 
Sin embargo, en 2001, después de sobrevivir relativamente intactas durante 1.500 años, el régimen islámico talibán decidió que estas estatuas eran ídolos, y por tanto contrarias al Corán, ordenando así su destrucción.
Las colosales estatuas fueron devastadas con dinamita y disparos desde tanques.
Durante la demolición, el ministro de Información talibán, Qudratullah Jamal, bromeó sobre la dificultad que representaba la destrucción de las estatuas:

Este trabajo de destrucción no es tan  fácil como la gente quiere pensar. No se puede bombardear así como así las estatuas, puesto que ambas fueron talladas en un acantilado, están firmemente pegadas a la montaña.

La decisión de los talibanes desató una oleada internacional de condenas y varios países y museos expresaron su interés en adquirir las figuras para salvar el bagaje cultural afgano. La Organización de la Conferencia Islámica, que agrupa a más de medio centenar de países musulmanes, envió una delegación a Afganistán para persuadir sin éxito a los talibanes de que no llevaran a cabo la destrucción.
Aunque las figuras de los dos grandes Budas fueron completamente destruidas, con su consecuente daño al patrimonio cultural de la Humanidad, sus contornos y algunas características son reconocibles dentro de sus nichos. Es también posible para los visitantes la exploración de las cuevas de los monjes y los pasadizos que conectan con ellas. Como parte del esfuerzo internacional en reconstruir Afganistán después de la guerra contra los talibanes, el Gobierno japonés encargó sólo la reconstrucción de los dos Budas más grandes.

## Desarrollos recientes

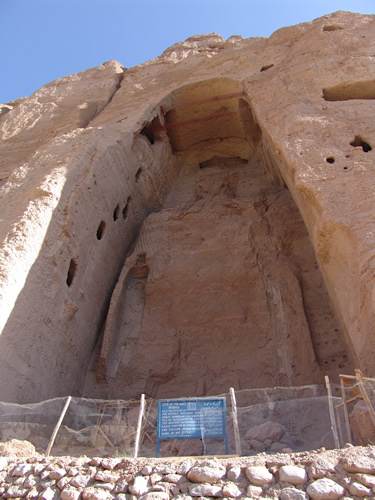
El sitio de los budas en agosto de 2005.

En mayo de 2002, unas esculturas de Buda fueron labradas en una montaña, en Sri Lanka. Las hicieron imitando a uno de los Budas de Bāmiyān.
En diciembre de 2004, investigadores japoneses descubrieron que las paredes pintadas de Bāmiyān fueron de hecho pintadas entre los siglos v y ix, en vez de en los siglos vi y viii, como se creía previamente. El descubrimiento fue hecho con análisis de isótopos radiactivos contenidos en fibras de paja debajo de las pinturas. Descubrimientos posteriores permitieron comparar y clasificar las pinturas por fechas y estilos.
El Gobierno afgano comisionó al artista japonés Hiro Yamagata para recrear los Budas de Bāmiyān usando catorce sistemas de láser, proyectando las imágenes de los budas en los acantilados donde estaban labrados. Los sistemas de láser se alimentan de energía solar y eólica. El proyecto, con un costo estimado en torno a los nueve millones de dólares fue aprobado por la UNESCO. También se aprobó la fecha de fin del proyecto, estimado para el 2007.
En septiembre de 2005, Mawlawi Mohammed Islam Mohammadi, gobernador talibán de la provincia de Bāmiyān en el momento de la destrucción, fue elegido en el Parlamento afgano.

### Proyecto alemán de reconstrucción
En Bamiyán trabajó luego el arquitecto alemán Georgios Toubekis, al servicio del Consejo Internacional de Monumentos y Sitios Histórico-Artísticos (ICOMOS). Por encargo de ICOMOS, geólogos, restauradores y arquitectos intentaron recomponer las estatuas fragmentadas cual si fueren un enorme rompecabezas, del que pronto se supo que no podría ser reconstruido totalmente. De la financiación de las actividades en Bamiyán se hacía cargo el ministerio federal alemán de relaciones exteriores.

### Vuelta al poder de los talibanes
Después de la ofensiva talibana de 2021 que supuso el derrocamiento de la República Islámica de Afganistán y el regreso de los talibanes al gobierno, se aceptan turistas en el lugar, y los talibanes prometen preservar el valle de Bamiyán. Sin embargo, los trabajos de conservación han cesado y no hay indicios de que la reconstrucción vaya a realizarse en un futuro previsible.

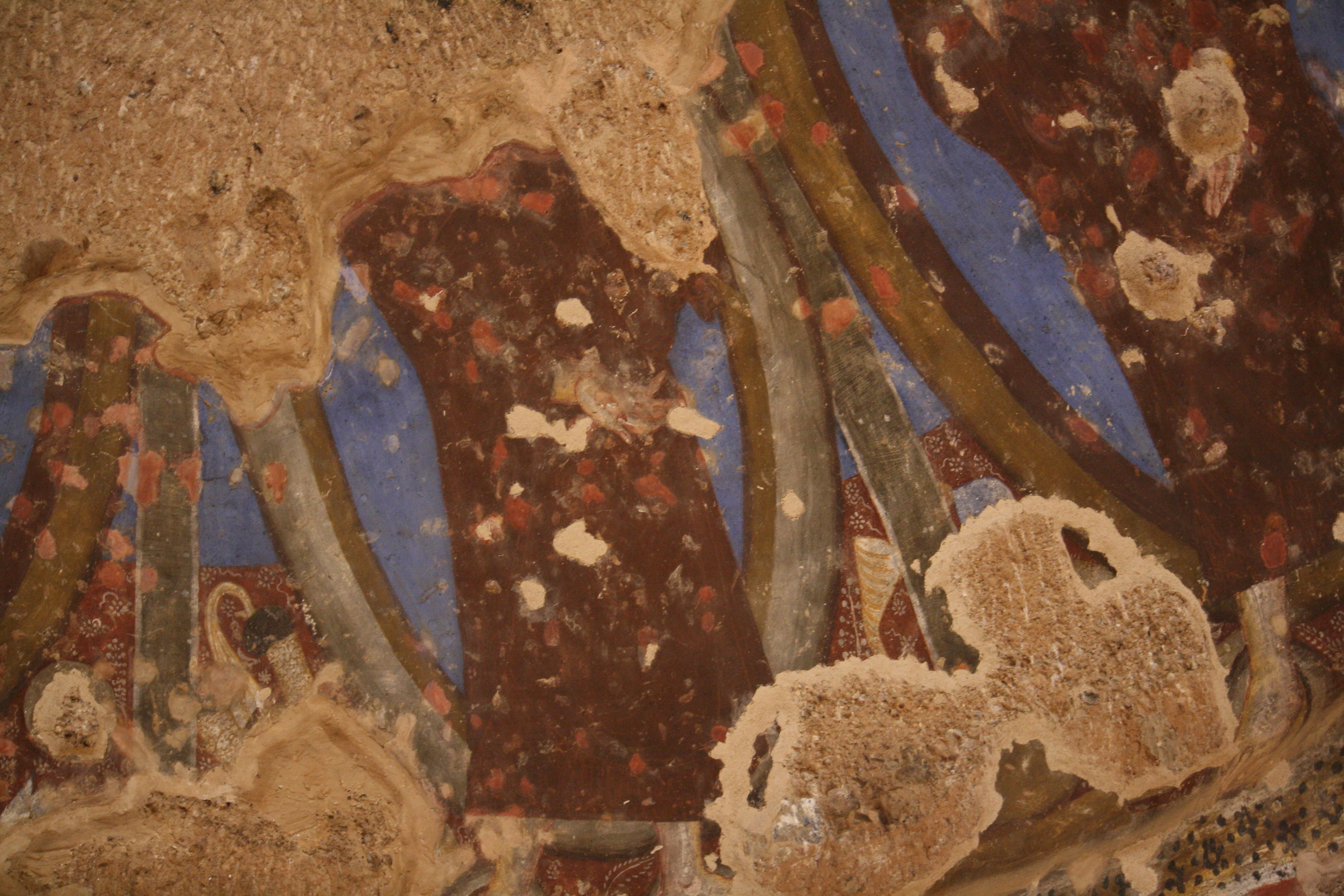
Detalle de los frescos dentro de las cuevas del complejo de budas de Bamiyán, Afganistán en 2010